# Trencadansa
La trencadansa és una dansa cerimonial que, engloba tres danses diferenciades: La trencadansa, el Ballet de Déu i la corranda, i es balla a Prats de Lluçanès per Sant Vicenç, celebració de la festa major d'hivern, el dia 22 de gener. Aquest ball, es caracteritza pel fet que en alguns moments, els dos capdansers ruixen a les balladores amb unes almorratxes plenes d'aigua d'olor o perfum. Aquesta dansa té un protocol establert. Comença a mig matí, en el moment que els dansaires surten de l'ajuntament acompanyats de les autoritats, pubilles i hereus, els gegants Vicenç i Àgata, i el públic assistent. Fan el recorregut des de la casa de la vila, passant per l'església parroquial i arribant a la plaça vella on es duu a terme la dansa.

## Interpretació
Actualment, la ballen vuit parelles dividides en dos grups: tres parelles de dansaires i una parella de capdansers o administradors a cada grup. Aquests últims, tant els nois com les noies, destaquen per la seva vestimenta. La dansa comença quan, els balladors es posen en dues fileres a l'entrada de la plaça vella, perquè entremig puguin passar les autoritats del poble. Un cop que les autoritats estan assegudes a un lateral de la plaça, els dansaires entren per parelles, al galop, fan una volta a la plaça i es posen en renglera de cara a la sortida. El noi dona la mà dreta a la noia i l'ajuda a desplaçar-se cap al davant, es saluden posant el peu dret enrere i els nois fan dos passos enrere, quedant-se a un lateral de la plaça, mentre les noies i els capdansers realitzen la primera part del ball, la trencadansa, ja que aquesta part, només és ballada per les noies i els capdansers.

### Primera part
A la primera part de la dansa, que representa la part més elegant i cerimoniosa, cada administrador balla amb tres balladores alhora i la seva parella. Les noies comencen a puntejar amb el peu dret desplaçant-se una mica endavant fins a formar un cercle. Els dos nois capdansers, que es troben a dins, comencen ballant amb la seva parella i es van canviant de posició fent un salt al mig del cercle. A continuació, es van dirigint a les seves balladores, les van ruixant amb les almorratxes plenes d'aigua perfumada, anant i tornant fins a trobar la parella inicial.

### Segona part
Un cop finalitzada la primera part, entren el nois per dins del cercle format per les noies, fan una volta a la plaça i queden de cara a la sortida. En aquest moment, comença la segona part de la dansa, el Ballet de Déu. Els dansaires es col·loquen en dues fileres en paral·lel a les autoritats, a una banda els nois i a l'altre les noies i, van avançant endavant i endarrere mentre el noi saluda a la noia.

### Tercera part
La tercera i última part, s'anomena La Corranda, on per finalitzar la dansa, en grups de dues parelles, els nois alcen a les balladores enlaire.
Aquesta última part, des del 1985, compta amb la participació del públic, que és convidat a realitzar aquesta part de la dansa establint una renyida competència per veure qui aguanta més estona a les noies enlairades. Després de la corranda, es torna a ballar la trencadansa inicial i, per acabar, les parelles donen la volta a la plaça tot saludant a les autoritats, als músics i al públic assistent.

## Vestuari
El vestuari és propietat de l'Ajuntament de Prats de Lluçanès, que el cedeix a l'associació encarregada dels assajos i, tot i que ha anat variant amb el temps, hi ha alguns elements que s'han mantingut fixes fins al moment. Elements com ara: el barret de copa o la capa que antigament s'anomenava gambeto. Això també ha passat amb les mantellines blanques de les dones, que algun temps han alternat amb rets.

### Homes
Antigament, el vestuari que duien els homes que ballaven com a capdansers, estava format per: un calçó i un gec de vellut negres amb botons daurats; un gambeto i un barret de copa negres; una camisa i un pitet blanc; una faixa vermella; unes mitges blanques; unes sabates negres amb sivella i per acabar, una almorratxa. Referent als homes que no eren capdansers, cal dir que el seu vestuari es basava a portar: un calçó i un gec de vellut; una faixa; una barretina i un corbatí; una camisa i unes mitges blanques; i unes espardenyes amb vetes vermelles.
En l'actualitat el vestuari dels balladors està format per: jaqueta de vellut negre, camisa blanca, pantalons fins a sota genoll de vellut negre, faixes vermelles, mitges blanques i espardenyes de vetes negres. Pel que fa als homes capdansers, cal ressaltar que porten capa negra i barret de copa.

### Dones
Pel que fa a les noies capdanseres, portaven: una mantellina; una faldilla i gipó; unes mitenes; una brusa i mitges blanques i per acabar, unes sabates negres amb sivella.
La resta de balladores, portaven una brusa blanca; un gipó i un davantal negres; una faldilla i un mocador; unes mitenes i una ret de color negre; unes mitges blanques i per acabar, unes espardenyes amb vetes vermelles.
Actualment el vestuari està format per les peces següents: mantellines blanques, cossets negres, faldilles, enagos, mitges blanques i sabates negres.

## Música
La trencadansa és acompanyada habitualment per una cobla. Va ser interpretada per la cobla orquestra Lira fins a l'any 1965. Després d'interpretar-la molts músics de fora, l'any 2005, la torna a interpretar un grup de musics pradencs, l'Espontània del Lluçanès.

## Història
Antigament, es ballava el dia 22 de gener. Al matí, es realitzava el bon jorn. La cobla passava pels carrers tocant música alegre i els infants, trucaven a les portes de les cases principals i saludaven a la gent amb la frase: “Bon jorn, bon jorn”. A la tarda, trencaven dansa, això significa que els majorals o administradors iniciaven el ball i ballaven amb quatre majorales i dues donzelles escollides. Cada majoral, ballava amb tres balladores alhora: dues majorales i una fadrina. Ells portaven una almorratxa amb perfum amb la qual perfumaven a les balladores.
Els qui desitjaven ballar no podien anar a cercar la balladora. Havien de fer una almoina pel sant al majoral i, aquest, anava a cercar l'escollida. Un cop el majoral havia escollit balladora l'oferia al ballaire que la hi havia demanada. Abans, però, li feia donar un giravolt i la ruixava amb l'aigua de l'almorratxa. Era obligat que elles cada vegada que sortien a dansar, estrenessin vestit o se'l mudessin. Entre ballada i ballada feien un refresc.